# 世道榜
世道榜（挪威語：VG-lista）是挪威的一个唱片榜单。该榜单每周在《世道報》上发布，被认为是挪威最重要的唱片榜单。榜单数据由尼尔森国际销量统计进行统计，主要基于挪威将近100间商店的唱片销量。在1958年第42周，10强单曲榜开始发布。而在1995年第5周，单曲榜扩增至20位。而20强专辑榜于1967年第1周开始发布，并在1995年第5周扩增至40位。

## 榜单列表
- 40强单曲榜
- 40强专辑榜
- 10强合辑榜
- DVD榜
- 10强挪威语单曲榜 （仅挪威语单曲）
- 30强挪威语专辑榜 （仅挪威语专辑）